# Soulyman Allouch
Soulyman (ook geschreven als 'Soulaïman') Allouch (Amsterdam, 26 januari 2002) is een Nederlands-Marokkaans voetballer die doorgaans als aanvaller speelt. Hij verruilde in 2024 VVV-Venlo voor Səbail FK.

## Carrière
Soulyman Allouch speelde in de jeugd van RKSV Pancratius, AFC en AFC Ajax, waar hij in september 2017 na een incident weggestuurd werd. Hij sloot later dat jaar aan bij de jeugdopleiding van AZ, waar hij uitgroeide tot jeugdinternational en in 2019 een contract tot 2022 tekende. Hij debuteerde in het betaald voetbal in de Eerste divisie voor Jong AZ op 13 september 2019, in een met 3-2 verloren uitwedstrijd tegen Jong PSV. Allouch kwam in de 71e minuut in het veld voor Félix Correia. Door een blessure stond hij in 2021 ruim acht maanden aan de kant. Nadat hij in november 2021 zijn rentree maakte, verdiende hij in maart 2022 een nieuwe verbintenis tot medio 2024, met de optie voor nog een jaar. In het seizoen 2022/23 kwam de aanvaller in zijn eerste 20 wedstrijden tot zes goals en zeven assists. In oktober 2022 mocht Allouch een Bronzen Schild in ontvangst nemen nadat hij werd verkozen tot beste talent van de eerste periode. Allouch wekte hierdoor de interesse van andere clubs en maakte eind januari 2023 de overstap naar VVV-Venlo, waar hij werd herenigd met oud-ploeggenoten Sem Dirks, Richard Sedláček en Robin Lathouwers. Allouch tekende in Venlo een contract tot medio 2026. Hij debuteerde daar op 27 januari 2023 als invaller voor Kristófer Kristinsson in de 54e minuut, tijdens een thuiswedstrijd tegen ADO Den Haag (0-0). In het seizoen 2023/24 werd Allouch tot driemaal toe disciplinair gestraft door de club en buiten de wedstrijdselectie gelaten, nadat hij twee keer te laat was gekomen bij trainingen en een derde keer te laat voor het vertrek naar de uitwedstrijd bij TOP Oss. Na zijn derde straf werd hij bij start van de tweede seizoenshelft verbannen naar de Venlose beloftenploeg. Drie weken later werd de aanvaller weer in genade aangenomen en mocht hij zich opnieuw aansluiten bij de selectie van de hoofdmacht. Begin februari 2024 maakte Allouch een transfer naar Azerbeidzjan, waar hij een contract tekende bij Səbail FK.

## Statistieken

#### Beloften
| 2019/20                               | Jong AZ         | Eerste divisie  | 1  | 0 | 1  | 0 |
| 2020/21                               | Jong AZ         | Eerste divisie  | 19 | 0 | 19 | 0 |
| 2021/22                               | Jong AZ         | Eerste divisie  | 18 | 0 | 18 | 0 |
| 2022/23                               | Jong AZ         | Eerste divisie  | 20 | 6 | 20 | 6 |
| Totaal beloften                       | Totaal beloften | Totaal beloften | 58 | 6 | 58 | 6 |
| Bijgewerkt tot en met 27 januari 2023 |                 |                 |    |   |    |   |

#### Senioren
| Seizoen                                | Club            | Competitie      | Competitie | Competitie | Beker | Beker | Playoff | Playoff | Totaal | Totaal |
| Seizoen                                | Club            | Competitie      | Wed.       | Dlp.       | Wed.  | Dlp.  | Wed.    | Dlp.    | Wed.   | Dlp.   |
| -------------------------------------- | --------------- | --------------- | ---------- | ---------- | ----- | ----- | ------- | ------- | ------ | ------ |
| 2022/23                                | VVV-Venlo       | Eerste divisie  | 16         | 0          | 0     | 0     | 4       | 1       | 20     | 1      |
| 2023/24                                | VVV-Venlo       | Eerste divisie  | 17         | 3          | 1     | 1     | —       | —       | 18     | 4      |
| 2023/24                                | Səbail FK       | Premyer Liqası  | 15         | 2          | 1     | 0     | —       | —       | 16     | 2      |
| 2024/25                                | Səbail FK       | Premyer Liqası  | 18         | 2          | 1     | 0     | —       | —       | 19     | 2      |
| Totaal senioren                        | Totaal senioren | Totaal senioren | 66         | 7          | 3     | 1     | 4       | 1       | 73     | 8      |
| Carrièretotaal                         | Carrièretotaal  | Carrièretotaal  | 124        | 13         | 3     | 1     | 4       | 1       | 131    | 15     |
| Bijgewerkt tot en met 25 december 2024 |                 |                 |            |            |       |       |         |         |        |        |

## Interlandcarrière
Met het Nederlands voetbalelftal onder 17 won Allouch het Europees kampioenschap voetbal mannen in 2019. Op 20 november 2022 debuteerde hij als Marokkaans jeugdinternational tijdens een met 1-2 verloren oefeninterland tegen het Egyptisch voetbalelftal onder 23 jaar.